# 斯米爾寧斯基角

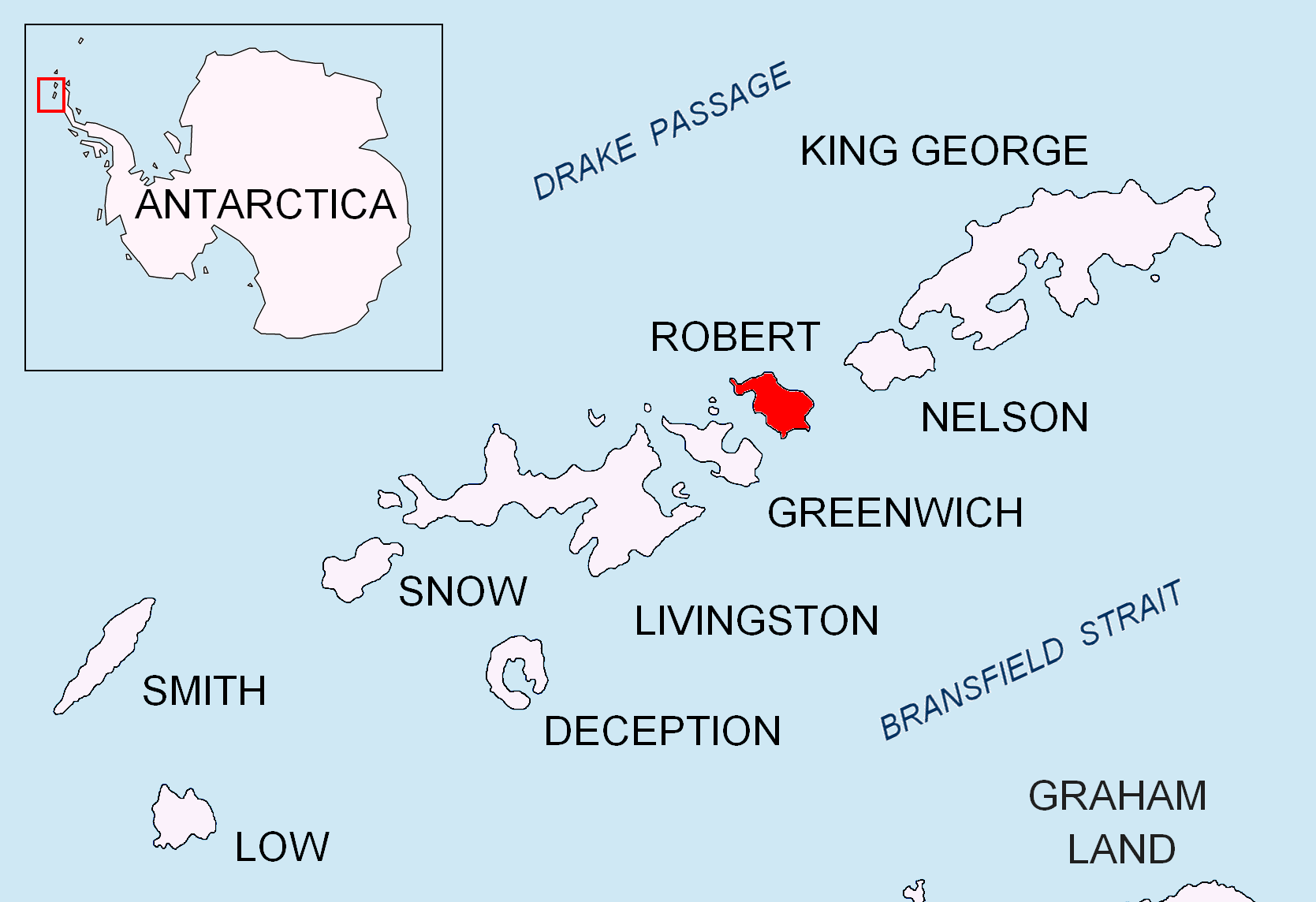

斯米爾寧斯基角是南極洲的海岬，位於南設得蘭群島中羅伯特島東岸，處於佩雷利克角西北面1.2公里和巴圖利亞角西北面4.4公里，以保加利亞的詩人命名。
62°22′07″S 59°22′45″W / 62.36861°S 59.37917°W

## 外部連結
- Smirnenski Point. （页面存档备份，存于） SCAR Composite Gazetteer of Antarctica.